# 理查德·坦迪
理查德·坦迪（英語：Richard Tandy，1948年3月26日—2024年5月1日）是英國音樂家，最為人知的身分是電光交響樂團（ELO）的鍵盤手。他的鍵盤配置（包括迷你穆格、電翼琴、磁帶合成器和鋼琴）是樂團聲響的重要組成部分，尤其是專輯《A New World Record》、《Out of the Blue》、《Discovery》和《Time》。坦迪於2017年4月27日以電光交響樂團成員身分入選搖滾名人堂。

## 生平與事業
坦迪於1948年3月26日出生在伯明罕，並在莫斯利綜合學校接受教育，在那裡他第一次遇見了未來的隊友貝夫·貝文。坦迪後來在1968年與貝文再次碰頭，當時他在行動樂團的冠軍單曲〈Blackberry Way〉中彈奏大鍵琴並擔當他們的現場鍵盤手，但在樂團貝斯手崔佛·伯頓因肩傷缺席演出的期間由坦迪來代彈貝斯。當伯頓康復回歸演出時，坦迪便離開樂團並加入了The Ugly's。
1972年，坦迪成為電光交響樂團（ELO）（原行動樂團的周邊計畫）現場演出陣容中的貝斯手，之後更加入樂團成為其鍵盤手。他曾多次與ELO主唱傑夫·琳恩合作，包括他們收錄於電影《神通情人夢》原聲帶裡的歌曲、琳恩的個人專輯《Armchair Theatre》以及由琳恩擔任製作人的戴夫·愛德蒙茲專輯《Information》。
坦迪的鍵盤是ELO聲響不可或缺的一部分，他所使用的鍵盤包括鋼琴、迷你穆格、電翼琴、奧伯海姆、華利瑟電鋼琴、磁帶合成器、山葉CS-80合成器、ARP 2600和手提管風琴。他也精通吉他。在ELO部分專輯中，他也被標註有貢獻人聲或背景和聲。另外坦迪也與琳恩和路易斯·克拉克共同擔任專輯《Eldorado》的弦樂聲部編曲。
1985年，坦迪與曾在ELO現場演出有合作關係的大衛·史考特-摩根和馬丁·史密斯（Martin Smith）組成了坦迪摩根樂團（英語：Tandy Morgan Band），並於隔年釋出了概念專輯《Earthrise》，該專輯於2011年由唱片廠牌Rock Legacy發行CD修復版。樂團的第二張專輯是以坦迪摩根史密斯（英語：Tandy Morgan Smith）之名於1992年發行的合輯《The B.C. Collection》，包含諸多未釋出歌曲，其中有坦迪所寫的〈Enola Sad〉。
坦迪參與錄製了大部分ELO的專輯，除1971年的《The Electric Light Orchestra (No Answer)》（由羅伊·伍德、琳恩、貝文、比爾·杭特和史帝夫·物蘭在他加入之前錄製並發行的專輯）以及2015年的《Alone in the Universe》（此專輯由琳恩錄製所有樂器）外。2012年，坦迪再次與琳恩合作，在琳恩自家的Bungalow Palace室內錄音室舉行ELO名曲表演，此演出有電視轉播。2013年，坦迪加入琳恩在節目《Children in Need Rocks 2013》上演出的兩首曲目：〈Livin' Thing〉和〈Mr. Blue Sky〉。他還參加了ELO在2014年9月第二天的電台節目。

## 樂器
自從從貝斯轉換到鍵盤後，坦迪在演出時最主要的樂器配置是迷你穆格合成器和華利瑟電鋼琴，有時也會加上他主要在錄音室裡使用的三角鋼琴（可見於《午夜特別節目》中，他們表演〈Roll Over Beethoven〉的時候）。然而，他逐漸在他的演出和錄音室配置上添加了更多的鍵盤，特別是Hohner電翼琴、磁帶合成器和其他合成器，三角鋼琴則更常被拿出來做演出用琴或錄音用。自1970年代末到1980年代初，他還使用了山葉CS-80合成器、ARP 2600、複音穆格、微型穆格和奧伯海姆合成器。坦迪在《ELO 2》中演奏了〈Kuiama〉裡的手提管風琴。

## 個人生活
坦迪的第一段婚姻是與克萊奧·奧佐的朋友卡蘿（Carol "Cookie" Tandy）結婚，然而最後是以離婚收場。他和他的第二任妻子希拉（Sheila Tandy）結婚後曾居住於伯明罕、法國和洛杉矶，最後定居於威爾斯。
坦迪於2024年5月1日逝世，享年76歲。傑夫·琳恩稱坦迪為「一位傑出的音樂家和朋友」。